# Gens Aneya
La gens Aneya o Anneia fue una familia romana conocida desde el último siglo de la República romana. La gens se conoce principalmente por un solo individuo, Marco Aneyo, que fue legado de Cicerón durante su gobierno en Cilicia en 51 a. C., y posteriormente comandó parte de las tropas romanas durante la campaña de Cicerón contra los partos.

## Tria nominautilizados por la gens
El único praenomen utilizado fue Marcus.

## Miembros
- Marco Anneio (Marcus Anneius): vivió en el siglo I a. C., fue legado en el 51 a. C.